# New Xade
New Xade ist ein Ort, der seit 1997 als Umsiedlungslager für San dient. Laut einer Volkszählung für das Jahr 2011 leben in New Xade 1269 Menschen.
New Xade liegt im Zentrum des Ghanzi District von Botswana, etwa 100 Kilometer von der Distrikt-Hauptstadt Ghanzi entfernt. Xade, der Ort, aus dem die meisten Bewohner nach New Xade umgesiedelt wurden, befindet sich rund 70 Kilometer von New Xade entfernt.
New Xade wird von seinen Bewohnern auch Kg’oesakene („Suche nach Leben“) genannte.

## Einwohner
In New Xade leben mehrere ethnische Gruppen. Die größten Gruppe stellen die umgesiedelten San aus dem Central Kalahari Game Reserve, die sich in die drei Ethnien G/ui (Dcuikhoe), G//ana (Dxanakhoe) und Bakgalagadi aufteilen. Durch die Ansiedlung von lokalen Unternehmen und öffentlichen Einrichtungen lebt inzwischen auch eine größere Anzahl Batswana in New Xade. Auch Angehörige der Naro-San haben sich in der Siedlung niedergelassen.

## Umsiedlungen
Im Rahmen des größten Umsiedlungsvorhabens des Landes siedelte Botswanas Regierung 1997 etwa 1.700 San von ihrem Gebiet aus dem Central Kalahari Game Reserve um. Rund 1.200 San wurden in der neuen Siedlung New Xade und 500 weitere in Kaudwane angesiedelt. Weitere Umsiedlungen fanden 2002 und 2005 statt.
Die San wurden bei der Umsiedlung für ihre materialen Einbußen (Häuser, Nutztiere usw.) entschädigt und erhielten Grundstücke in New Xade. Sie erhielten jedoch weder Entschädigung noch einen Landtitel für das Gebiet, das sie zuvor seit Generationen bewohnt hatten und das für ihre traditionelle Lebensweise bedeutend ist.
Die Regierung Botswanas begründete die Umsiedlung mit dem Schutz natürlicher Ressourcen und der Entwicklung der San. Insbesondere gab die Regierung an, dass der Wildbestand im Reservat geschützt werden müsse und die Grundversorgung (Wasser) der San zu hohe Kosten verursache.
Kritiker warfen der Regierung jedoch vor, die Umsiedlung vor allem aufgrund eines Diamantenfundes im Reservat voranzutreiben. Die Kosten der Umsiedlung wären zudem ungleich höher.

## Gerichtsverfahren
Zahlreiche San klagten gegen die Umsiedlungen. 2006 entschied Botswanas Justiz in höchster Instanz, dass die Umsiedlungen verfassungswidrig waren und den San erlaubt werden sollte, auf ihr traditionelles Gebiet zurückzukehren. Doch bis heute ist es vielen San nicht erlaubt, ihr traditionelles Gebiet ohne entsprechende Genehmigung zu betreten.

## Lebensbedingungen
In dem Umsiedlungslager ist es den San nicht möglich, ihre traditionelle Lebensweise weiterzuführen. Die San in New Xade sind zudem weiteren Schwierigkeiten ausgesetzt, dazu zählen vor allem Depression und Alkoholismus, die mit dem Verlust ihrer Lebensweise einhergehen, sowie Krankheiten wie HIV und Tuberkulose.
Zahlreiche Menschenrechtsorganisationen, die Vereinten Nationen und die Afrikanische Menschenrechtskommission haben sich kritisch zu dem Vorgehen der botswanischen Regierung geäußert.
Auch der UN-Sonderberichterstatter für die Rechte indigener Völker, James Anaya, verfasste 2010 einen Bericht über indigene Völker in Botswana und kritisierte darin den Fall, der leider beispielhaft für den Umgang der botswanischen Regierung mit den San stehe.

## Persönlichkeiten
- Roy Sesana, Menschenrechtsaktivist (Mitgründer von „First People of Kalahari“) und Träger des Right Livelihood Award für seine Arbeit zur Verteidigung der Landrechte der Einwohner im Central Kalahari Game Reserve.
- Kuela Kiema, Menschenrechtsaktivist (Vorstandsmitglied First Peoples Worldwide) und Produzent des indigenen Musik-Albums Bilo Bilo Heri.
- Jumanda Gakelebone, Menschenrechtsaktivist und Sprecher für „First People of Kalahari“